# سلطان بن محمد بن سلطان القاسمي
سلطان بن محمد بن سلطان القاسمي هو ولي العهد ونائب حاكم الشارقة منذ عام 1999، ورئيس المجلس التنفيذي ورئيس مجلس أكاديمية العلوم الشرطية. تولى سابقًا منصب رئيس مجلس إدارة مصرف الشارقة الإسلامي لنحو ثمانية عشر عاماً.

## ولاية العهد
عُين ولياً للعهد بالمرسوم الأميري الصادر من سلطان بن محمد القاسمي حاكم الشارقة بتاريخ 25 محرم 1420 للهجرة الموافق 11 مايو 1999 للميلاد ولقبه "سمو ولي العهد".

## رئاسة المجلس التنفيذي لإمارة الشارقة
بجانب ولايته للعهد يتولى مهام نائب الحاكم ورئاسة المجلس التنفيذي لإمارة الشارقة منذ عام 1999م، والذي يعتبر السلطة التنفيذية العليا في الإمارة، ويهدف إلى معاونة الحاكم في أداء مهامه وممارسة سلطاته ورسم السياسة العامة للإمارة وتطبيق الخطط التنموية واقتراح مشروعات القوانين والمراسيم ورعاية مصالح المواطنين والإشراف على الجهاز الإداري في الإمارة ومتابعة أدائه، بجانب الإشراف على حسن تنفيذ القوانين والأنظمة والقرارات الإتحادية والمحلية وكذلك تنفيذ أحكام وقرارات المحاكم المختصة، وإقرار الاتفاقيات إعداد مشروع الميزانية السنوية العامة الحساب الختامي للإمارة.

## المناصب
- ولي عهد الشارقة منذ 1999
- نائب حاكم الشارقة منذ 1997
- رئيس المجلس التنفيذي لإمارة الشارقة
- رئيس مجلس أكاديمية العلوم الشرطية بالشارقة
- وتولى سابقاً عدداً من المناصب، منها:
  - رئيس مجلس إدارة هيئة كهرباء ومياه وغاز الشارقة
  - رئيس مجلس إدارة مصرف الشارقة الإسلامي لنحو ثمانية عشر عاماً

## الحياة الشخصية

### نسبه
ينتمي الشيخ سلطان إلى قبيلة القواسم، وهو أحد أحفاد الشيخ سلطان بن صقر بن خالد القاسمي والذي حكم إمارة الشارقة بين عامي 1924م إلى 1951م>

### عائلته
الشيخ سلطان هو حفيد الشيخ سلطان بن صقر بن خالد القاسمي حاكم إمارة الشارقة الأسبق (1924م-1951م)، ووالده هو الشيخ محمد بن سلطان القاسمي (أول وزير للأشغال في دولة الإمارات بعد قيام الإتحاد).

### أسرته
تزوج الشيخ سلطان من الشيخة عزة بنت سعود بن سلطان القاسمي وأنجبا خمسة أولاد (أربعة ذكور وأنثى)، وهم:
- محمد بن سلطان القاسمي (مدير مجموعة البطحاء للسيارات بالشارقة والإمارات الشمالية)
- ميرة بنت سلطان القاسمي
- سعود بن سلطان القاسمي (مدير عام دائرة الشارقة الرقمية)
- أحمد بن سلطان القاسمي
- سالم بن سلطان القاسمي